# Bandelia angulata
Bandelia angulata är en fjärilsart som beskrevs av Barnes och Arthur Ward Lindsey 1922. Bandelia angulata ingår i släktet Bandelia och familjen nattflyn. Inga underarter finns listade i Catalogue of Life.